# Brie-sous-Mortagne
Brie-sous-Mortagne é uma comuna francesa na região administrativa da Nova Aquitânia, no departamento de Charente-Maritime. Estende-se por uma área de 7,22 km². Em 2010 a comuna tinha 242 habitantes (densidade: 33,5 hab./km²).